# Catedral de Tepic
La Catedral de Tepic es el templo católico sede de la diócesis de Tepic. Está ubicada frente a la plaza principal, en el centro de la ciudad. Es famosa por su portada de estilo neogótico.

## Antecedentes

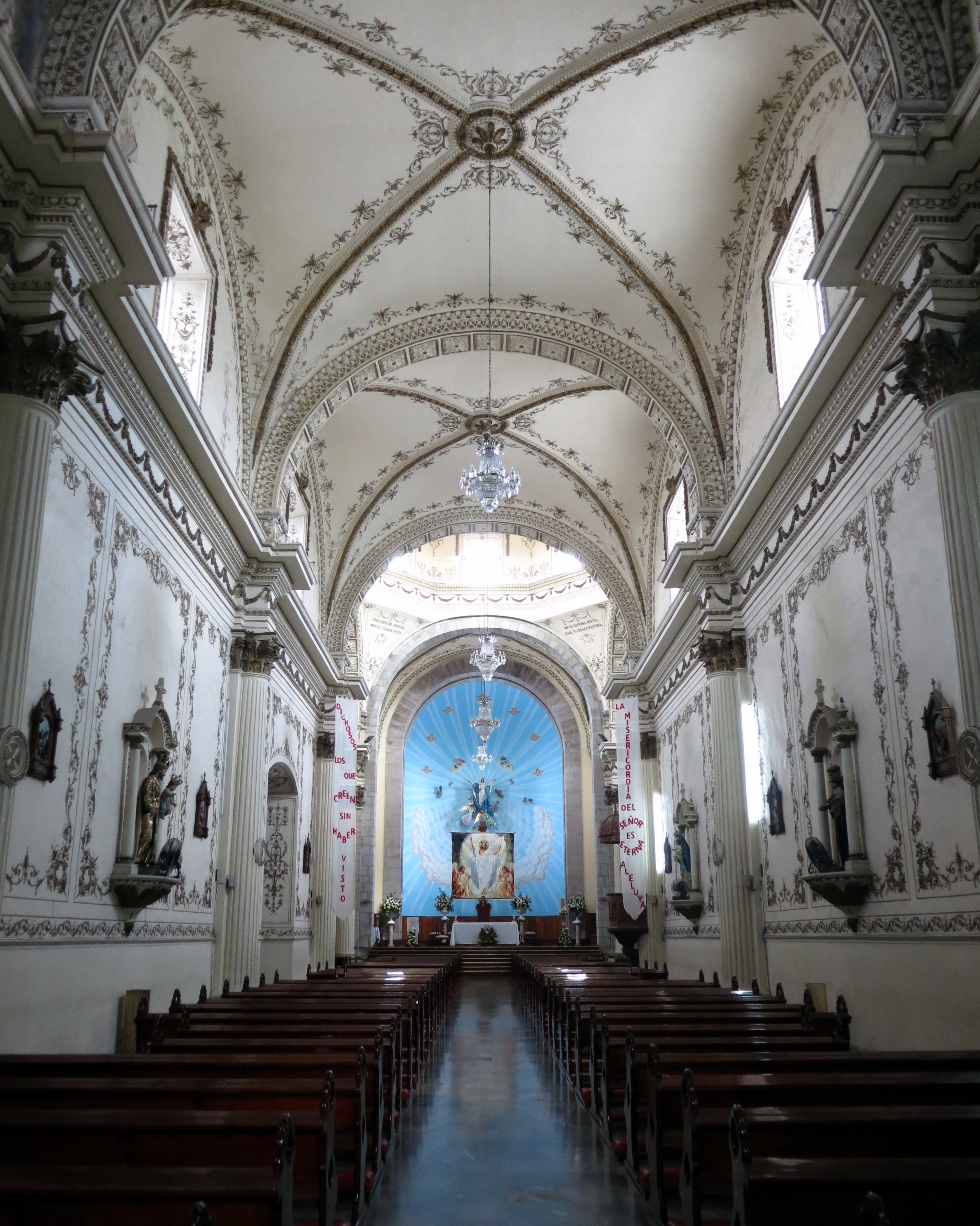
El interior de Catedral de la Purísima Concepción.

El primer edificio se levantó hacia 1750. Diferente al que conocemos hoy en día, ya que era de menores proporciones.
A comienzos del siglo XIX, se decide levantar otro más grande y de mayores dimensiones. Las obras concluyeron en el año de 1885. El templo fue designado como catedral por el Papa León XIII, el 23 de junio de 1891, siendo su primer obispo Ignacio Díaz y Macedo.
La fachada actual fue realizada por Gabriel Luna y Rodríguez, quien había retomado los trabajos anteriores pero en estilo neogótico, diferente al gusto neoclásico que imperaba en la época. Terminó la última torre en el año de 1896.
El interior ha sido modificado durante el siglo XIX, sustituyendo el altar principal por una enorme cruz.

## El edificio
De planta basilical de cruz latina. Cuenta con una sola nave y crucero, donde se levanta la cúpula octogonal, la cual presenta una linternilla y está rematada por una cruz de hierro.
La fachada, de estilo neogótico es muy sencilla, cuenta con dos cuerpos. El primero presenta el arco de acceso de forma trilobulada. En el segundo se ubican las ventanas del coro, dos en total, con arco de forma ojival. El remate de la fachada alberga un reloj. A los lados de ésta se ubican las dos torres, de tres cuerpos, las cuales presentan arcos ojivales en cada cuerpo, y son un tanto alargadas, de forma que hacen parcer que aprisionan la fachada.
El interior está decorado con motivos y yeserías renacentistas, destacando los altares, de estilo neoclásico. Hay una capilla dedicada al Santísimo, de estilo neoclásico. Cuenta con algunas pinturas de la época colonial y la sillería del coro presenta una talla fina diseñada por Heliodoro Monroy.
Este edificio sufrió leves derrumbes durante el terremoto de 1995. 27 años después, el 19 de septiembre de 2022 , un sismo de magnitud 7.7 impactó la ciudad de Tepic , y ahí la linternilla de la torre norte se le derrumbó parte de esta.[cita requerida]